# Håkan Westergren
Håkan Karl Leonard Westergren, född 29 april 1899 i Solna, död 15 oktober 1981 i Högalids församling i Stockholm, var en svensk skådespelare. Han spelade ofta roller i lättare komedier, ofta som charmör.

## Biografi

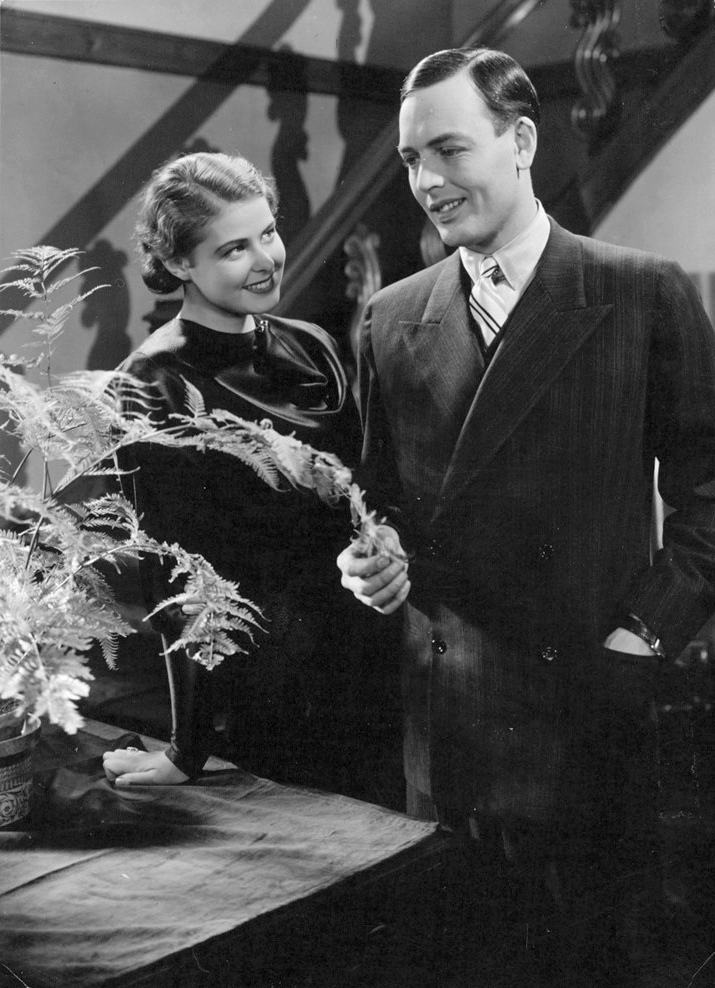
Westergren tillsammans med Ingrid Bergman i filmen Swedenhielms (1935)

Westergren var son till köpmannen John Westergren och Ellen, född Håkansson. Han studerade vid Dramatens elevskola 1920–1922 och arbetade därefter en tid vid Wasa Teater i Finland men återkom redan 1923 till Sverige där han 1923–1927 var anställd vid Ernst Eklunds teatrar, främst Blancheteatern och Komediteatern. Han fick sitt genombrott 1924 i Odygdens belöning på Blancheteatern. 1927–1931 var han anställd vid Oscarsteatern och 1931–1933 vid Dramaten. Därefter lämnade han teaterscenen för att ägna sig åt filmen. Han gjorde dock vissa gästspel på olika scener även framöver, bland annat hos direktionen Lundholm på Vasateatern, på Folkparksteatern och Riksteatern. Till en början spelade han främst unga män i engelska och amerikanska komedier.
Han filmdebuterade 1927 i Hans engelska fru och medverkade i sammanlagt ett 80-tal svenska filmer. Sin första huvudroll hade han 1929 i Säg det i toner, där han spelade en komponerande spårvagnskonduktör.
Under 1930-talet bestod hans filmroller oftast av glada unga män som i slutet av filmerna fick sin flicka/kvinna. Privat var han en fotbollsfantast, vilket även hände att han var på filmduken, som i För hennes skull 1930 och Hans livs match 1932. För sin roll som rik odåga i Han, hon och pengarna 1936 hyllades han. År 1945 spelade Westergren familjefar i Tre söner gick till flyget och 1951 spelade han cykelfabrikör i Biffen och Bananen. Han medverkade i Ingmar Bergmans Kvinnors väntan 1952 och var även med i fyra Åsa-Nisse-filmer. Året innan han avled gjorde han sin sista filmroll i Barna från Blåsjöfjället.
Rollerna som charmör var vanliga även inom Håkan Westergrens teaterkarriär, men han hade även allvarliga roller. På Oscarsteatern där han var engagerad 1927–1931 spelade han exempelvis Felix Meng i Hjalmar Bergmans Patrasket (1928) och den oskuldsfulle löjtnanten Raleigh i R.C. Sherriffs Männen vid fronten (1929). I Jan de Hartogs Himmelssängen spelade Westergren 1953 mot hustrun Inga Tidblad. Sitt sista scenengagemang hade han vid Dramatiska teatern från 1956.
Han var från 1931 gift med skådespelerskan Inga Tidblad (1901–1975), som året innan hade blivit änka efter skådespelaren Ragnar Billberg. Tillsammans med Inga Tidblad fick Westergren barnen Meg Westergren 1932 och Claes-Håkan Westergren 1935, som båda blev skådespelare. Familjen var bosatt i Nockeby.
Makarna Westergren är begravda på Norra begravningsplatsen utanför Stockholm.

## Filmografi
- 1927 – Hans engelska fru
- 1929 – Säg det i toner
- 1930 – För hennes skull
- 1930 – Fridas visor
- 1931 – Falska miljonären
- 1931 – Brokiga blad
- 1931 – Röda dagen
- 1931 – Trötte Teodor
- 1932 – Värmlänningarna
- 1932 – Landskamp
- 1932 – Hans livs match
- 1933 – Hemslavinnor
- 1934 – Unga hjärtan
- 1934 – Kungliga Johansson
- 1934 – Flickorna från Gamla stan
- 1935 – Swedenhielms
- 1936 – Släkten är värst
- 1936 – Äventyret
- 1936 – Han, hon och pengarna
- 1936 – Bröllopsresan
- 1936 – Annonsera
- 1936 – Kungen kommer
- 1937 – Sara lär sig folkvett
- 1938 – Dollar
- 1938 – Den stora kärleken
- 1939 – Rena rama sanningen
- 1939 – Kadettkamrater
- 1940 – Pinocchio (röst)[7]
- 1940 – Stora famnen
- 1940 – Hennes melodi
- 1940 – Ett brott
- 1940 – En, men ett lejon!
- 1941 – Så tuktas en äkta man
- 1941 – I natt – eller aldrig
- 1941 – En man för mycket
- 1941 – Fröken Vildkatt
- 1941 – Gentlemannagangstern
- 1943 – Stora skrällen
- 1943 – En melodi om våren
- 1943 – Herr Collins äventyr
- 1944 – Hans officiella fästmö
- 1944 – Excellensen
- 1944 – Gröna hissen
- 1944 – Den osynliga muren
- 1944 – Mitt folk är icke ditt
- 1945 – Skådetennis
- 1945 – Tre söner gick till flyget
- 1945 – En förtjusande fröken
- 1945 – Blåjackor
- 1946 – Johansson och Vestman
- 1947 – Får jag lov, magistern!
- 1947 – Pappa sökes
- 1948 – Glada paraden
- 1950 – Kyssen på kryssen
- 1951 – Livat på luckan
- 1951 – Biffen och Bananen
- 1952 – Kvinnors väntan
- 1952 – Klackarna i taket
- 1952 – Blondie, Biffen och Bananen
- 1954 – Två sköna juveler
- 1955 – Stampen
- 1955 – Den glade skomakaren
- 1955 – Giftas
- 1956 – Det är aldrig för sent
- 1956 – Åsa-Nisse flyger i luften
- 1957 – Gårdarna runt sjön
- 1959 – Med fara för livet
- 1959 – Åsa-Nisse jubilerar
- 1960 – 16 år (TV-serie)
- 1962 – Åsa-Nisse på Mallorca
- 1963 – Tre dar i buren
- 1965 – Åsa-Nisse slår till
- 1967 – En sån strålande dag
- 1968 – Tant Grön, tant Brun och tant Gredelin
- 1968 – Farbror Blås nya båt
- 1968 – Markurells i Wadköping (TV-serie)
- 1970 – Kyrkoherden
- 1970 – Som hon bäddar får han ligga
- 1971 – Exponerad
- 1972 – Bröderna Malm (TV-serie)
- 1972 – Barnen i Höjden (TV-serie)
- 1973 – Pistolen
- 1973 – Makt på spel (TV-serie)
- 1974 – Landshövdingen
- 1975 – Tjocka släkten (TV-serie)
- 1975 – Från A till Ö (TV-serie)
- 1979 – I frid och värdighet
- 1980 – Barna från Blåsjöfjället
- 1982 – Avskedet

## Teater

### Roller (ej komplett)
| År   | Roll                                               | Produktion                                                                                  | Regi                         | Teater                           |
| ---- | -------------------------------------------------- | ------------------------------------------------------------------------------------------- | ---------------------------- | -------------------------------- |
| 1922 | En betjänt                                         | Cirkeln (The Circle) W. Somerset Maugham                                                    | Gustaf Linden                | Dramaten                         |
| 1923 | Jack Stanley                                       | Din nästas fästmö (Just Married) Adelaide Matthews och Anne Nichols                         | Ernst Eklund                 | Blancheteatern                   |
| 1924 | Sir Robert Marlowe                                 | Odygdens belöning (La Maîtraisse imaginaire) Félix Gandéra och Claude Gevel                 | Karin Swanström              | Blancheteatern                   |
| 1924 | André Marsay                                       | Fördraget i Auteuil (Le Traité dʼAuteuil) Louis Verneuil                                    | Einar Fröberg                | Blancheteatern                   |
| 1924 | Claude                                             | Dockan (Le Traité dʼAuteuil) André Picard och Val André Jaeger-Schmidt                      | Karin Swanström              | Blancheteatern                   |
| 1924 | William Parker                                     | Dulcie (Dulcy) George S. Kaufman och Marc Connelly                                          | Einar Fröberg                | Komediteatern                    |
| 1925 | Denis Armstrong                                    | Mannens revben (The Camel’s Back) W. Somerset Maugham                                       | Erik Berglund                | Blancheteatern                   |
| 1925 | Prinsen                                            | Mästerkatten i stövlar (Katten med støvlerne) Hans Werner                                   | Arthur Natorp                | Blancheteatern                   |
| 1926 | Claude Sandry                                      | I skolan igen (Le Chemin de des écoliers) André Birabeau                                    | Mathias Taube                | Blancheteatern                   |
| 1926 | Chou-Chou                                          | Chou-Chou (Chouchou poids plume) Jacques Bousquet och Alex Madis                            | Einar Fröberg                | Blancheteatern                   |
| 1927 | Tranio                                             | Så tuktas en argbigga (The Taming of the Shrew) William Shakespeare                         | Gösta Ekman Johannes Poulsen | Oscarsteatern                    |
| 1927 | Robert Valentin                                    | Advokaten Bolbec och hennes man (Maître Bolbec et son mari) Georges Berr och Louis Verneuil | Pauline Brunius              | Oscarsteatern                    |
| 1927 | Henoch                                             | Dibbuk - Mellan tvenne världar (Mež dvuch mirov – Dibuk) S. Ansky                           | Robert Atkins                | Oscarsteatern                    |
| 1928 | Horn                                               | Gustaf III August Strindberg                                                                | Rune Carlsten                | Oscarsteatern                    |
| 1928 | Philip Evans                                       | Gröna hissen (Fair and Warmer) Avery Hopwood                                                | Gösta Ekman                  | Oscarsteatern                    |
| 1928 | Larry                                              | Broadway Philip Dunning och George Abbott                                                   | Mauritz Stiller              | Oscarsteatern                    |
| 1928 | Albert Adam, kompositör                            | En komedi på slottet (Spiel im Schloss ) Ferenc Molnar                                      | Gösta Ekman                  | Oscarsteatern                    |
| 1928 | Felix Meng                                         | Patrasket Hjalmar Bergman                                                                   | John W. Brunius              | Oscarsteatern                    |
| 1928 | Fursten                                            | Alexander den Store Gustav Esmann                                                           |                              | Oscarsteatern                    |
| 1929 | Löjtnant Nyström                                   | Kära släkten (Den kjære Familie) Gustav Esmann                                              | Rune Carlsten                | Oscarsteatern                    |
| 1929 | Fred                                               | Den svarta skjortan Herbert Grevenius                                                       | Rune Carlsten                | Oscarsteatern                    |
| 1929 | Perry Stewart                                      | Den kungliga familjen (The Royal Family) George S. Kaufman och Edna Ferber                  | Rune Carlsten                | Oscarsteatern                    |
| 1929 | Raleigh                                            | Männen vid fronten (Journey's End) Robert Cedric Sherriff                                   | Thomas Warner                | Oscarsteatern                    |
| 1929 | William Parker                                     | Dulcie (Dulcy) George S. Kaufman och Marc Connelly                                          | Tollie Zellman               | Oscarsteatern                    |
| 1929 | Sam Kaplan                                         | Vid 37de gatan (Street Scene) Elmer Rice                                                    | Svend Gade                   | Oscarsteatern                    |
| 1930 | Brandon Greven av Surrey                           | Henrik VIII (Henry VIII) William Shakespeare                                                | Thomas Warner                | Oscarsteatern                    |
| 1930 | Gilbert Kand                                       | En liten olycka (Little Accident) Floyd Dell och Thomas Mitchell                            | Gösta Ekman                  | Oscarsteatern                    |
| 1930 | Tom Thompson                                       | Trions bröllop Sigfrid Siwertz                                                              | John W. Brunius              | Oscarsteatern                    |
| 1930 | Ejbaek                                             | Äventyr på fotvandringen (Eventyr paa Fodrejsen) Jens Christian Hostrup                     | Rune Carlsten                | Oscarsteatern                    |
| 1930 | Löjtnant Nyström                                   | Kära släkten (Den kjære Familie) Gustav Esmann                                              | Rune Carlsten                | Oscarsteatern                    |
| 1930 | Jakob Israel                                       | Gustaf Vasa August Strindberg                                                               | Gunnar Klintberg             | Oscarsteatern                    |
| 1930 |                                                    | En tjuvkomedi Berndt Carlberg                                                               | Gösta Ekman                  | Oscarsteatern                    |
| 1930 | Vining                                             | 18 år (Young Woodley) John Van Druten                                                       | Pauline Brunius              | Oscarsteatern                    |
| 1930 | Jam Singh, indisk student                          | Mordet i andra våningen (People Like Us) Frank Vosper                                       | John W. Brunius              | Oscarsteatern                    |
| 1930 | Löjtnant Lennart Allard                            | Nyckelromanen Ragnar Josephson                                                              | Erik Berglund                | Oscarsteatern                    |
| 1931 | Jimmy                                              | Det svaga könet (Le Sex faible) Édouard Bourdet                                             | Max Reinhardt                | Oscarsteatern                    |
| 1931 | Willy Eschenbach                                   | Statister (Komparserie) Richard Duschinsky                                                  | Svend Gade                   | Oscarsteatern                    |
| 1931 | Markis de Chambreuil                               | Mozart Sacha Guitry                                                                         | Ragnar Hyltén-Cavallius      | Oscarsteatern                    |
| 1932 | Lord Bellairs                                      | En gentleman? (A Man in Possesion) H.M. Harwood                                             | Pauline Brunius              | Oscarsteatern                    |
| 1932 |                                                    | Fanny Marcel Pagnol                                                                         | Pauline Brunius              | Oscarsteatern                    |
| 1932 | Sergius Saranoff, major                            | Hjältar (Arms and the Man) George Bernard Shaw                                              | John W. Brunius              | Oscarsteatern                    |
| 1932 | Kain den sjätte Magikerkandidaten Ceremonimästaren | Guds gröna ängar (The Green Pastures) Marc Connelly                                         | Olof Molander                | Dramaten                         |
| 1932 | Peter Frank                                        | Kvinnans list (Noughts and Crosses ) Lionel Brown                                           | Alf Sjöberg                  | Dramaten                         |
| 1932 | Elias                                              | Över förmåga (Over ævne) Björnstjerne Björnson                                              | Alf Sjöberg                  | Dramaten                         |
| 1933 | Dansk                                              | Mäster Olof August Strindberg                                                               | Olof Molander                | Dramaten                         |
| 1934 | Egil                                               | Treklang Helge Krog                                                                         | Per Lindberg                 | Blancheteatern                   |
| 1934 | Ken                                                | Strumpebandet (Getting Gertie ’ s Garter) Avery Hopwood                                     | Harry Roeck-Hansen           | Blancheteatern                   |
| 1934 | Domino                                             | Domino Marcel Achard                                                                        | Per Lindberg                 | Blancheteatern                   |
| 1935 | Kapten Patrick Buckenham                           | Processen Bennet (Libel!) Edward Wooll                                                      | Harry Roeck-Hansen           | Blancheteatern                   |
| 1935 | Roy Cantrell                                       | Familjen Cantrell Louis de Geer                                                             | Ester Roeck-Hansen           | Blancheteatern                   |
| 1935 | Peter Morris                                       | Bizarr musik (Strange Orchestra) Rodney Ackland                                             | Harry Roeck-Hansen           | Blancheteatern                   |
| 1935 | Otto                                               | Han, hon och han (Design for Living) Noël Coward                                            | Ragnar Arvedson              | Blancheteatern                   |
| 1935 |                                                    | Ung kärlek (Young Love) Samson Raphaelson                                                   | Ragnar Arvedson              | Konserthusteatern Turné          |
| 1937 | Oaki                                               | Doktor Clitterhouse (The Amazing Dr Clitterhouse) Barré Lyndon                              | Gösta Ekman                  | Vasateatern                      |
| 1937 | Armand                                             | Därom tiger munnen (Un taciturne) Roger Martin du Gard                                      | Per Lindberg                 | Blancheteatern                   |
| 1937 | Frisören                                           | Axel i sjunde himlen (Axel an der Himmelstür) Paul Morgan, Hans Schütz och Ralph Benatzky   | Max Hansen                   | Vasateatern                      |
| 1938 | Tom Thompson                                       | De 2 Thompson (The Thompson Brothers) Serck Rogers                                          | Martha Lundholm              | Vasateatern                      |
| 1938 | Dr Helm                                            | Han sitter vid smältdegeln (Han sidder ved Smeltediglen) Kaj Munk                           | Olof Molander                | Vasateatern                      |
| 1938 | Ferdinand von Rommer                               | Kvällen är min (Bei Kerzenlicht) Robert Katscher                                            | Max Hansen                   | Vasateatern                      |
| 1939 | Nicholas Randolph                                  | Guldbröllop (Dear Octopus) Dodie Smith                                                      | Carlo Keil-Möller            | Dramaten                         |
| 1940 |                                                    | Susan älskar alla (Susan and God) Rachel Crothers                                           | Ernst Eklund                 | Oscarsteatern                    |
| 1942 | David Naughton                                     | Claudia (Claudia: The Story of a Marriage) Rose Franken                                     | Carlo Keil-Möller            | Dramaten                         |
| 1943 | Peter Kyle                                         | Raid i natt (Flare Path) Terrence Rattigan                                                  | Per-Axel Branner             | Nya teatern                      |
| 1944 | Medverkande                                        | Och han skämtar för dig, revy Kar de Mumma                                                  | Leif Amble-Næss              | Blancheteatern                   |
| 1945 | John Worthing                                      | Bunbury (The Importance of Being Earnest, A Trivial Comedy for Serious People) Oscar Wilde  | Harry Roeck-Hansen           | Blancheteatern                   |
| 1946 | Harry Graves                                       | Pat reagerar (Junior Miss) Jerome Chodorov och Joseph Fields                                | Håkan Westergren             | Blancheteatern                   |
| 1946 | Michael Frame                                      | Morgondagens värld (Tomorrow the World) James Gow och Arnaud d'Usseau                       | Martha Lundholm              | Vasateaterns turné               |
| 1946 | Valentine                                          | Man kan aldrig veta (You Never Can Tell) George Bernard Shaw                                | Harry Roeck-Hansen           | Blancheteatern                   |
| 1946 | Howard Merrick                                     | Svart kamrat (Deep Are the Roots) Arnaud d'Usseau och James Gow                             | Per-Axel Branner             | Nya Teatern                      |
| 1947 |                                                    | Ett drömspel August Strindberg                                                              | Olof Molander                | Malmö stadsteater                |
| 1947 | Mr Cecil Graham                                    | Solfjädern (Lady Windermere’s Fan) Oscar Wilde                                              | Martha Lundholm              | Vasateatern                      |
| 1948 | Guldstad                                           | Kärlekens komedi (Kjærlighedens komedie) Henrik Ibsen                                       | Martha Lundholm              | Vasateatern                      |
| 1948 |                                                    | Av barn och dårar… (Fools rush in) Kenneth Horne                                            | Johan Falck                  | Norrköping-Linköping stadsteater |
| 1948 | Lord Frobisher                                     | Jane W. Somerset Maugham                                                                    | Ernst Eklund                 | Vasateatern (vv) Även turné      |
| 1949 |                                                    | Clutterbuck Benn W Levy                                                                     | Hans Dahlin                  | Norrköping-Linköping stadsteater |
| 1949 | Philippe                                           | Den lilla hyddan (La petite hutte) André Roussin                                            | Per-Axel Branner             | Nya Teatern                      |
| 1949 | Michel Aubrions                                    | Inte för er, mina damer (N’ecoutez pas, Mesdames) Sacha Guitry                              | Martha Lundholm              | Vasateatern                      |
| 1949 | William R. Chumley                                 | Harvey Mary Chase                                                                           | Martha Lundholm              | Vasateatern                      |
| 1950 | Ian Letzaresko                                     | Ungkarlsmamman (Les Enfants dʼEdouard) Marc-Gilbert Sauvajan och Fred Jackson               | Martha Lundholm              | Vasateatern                      |
| 1951 | Jim Kennedy                                        | Skaffa mig en våning (Love me Long) Doris Frankel                                           | Per Gerhard                  | Vasateatern                      |
| 1951 | Michel Aubrions                                    | Inte för er, mina damer (N’ecoutez pas, Mesdames) Sacha Guitry                              | Martha Lundholm              | Vasateatern                      |
| 1951 | Mark                                               | Vem är Sylvia? (Who Is Sylvia?) Terrence Rattigan                                           | Martha Lundholm              | Vasateatern                      |
| 1952 | Michael                                            | Himmelssängen (The Fourposter) Jan de Hartog                                                | Ernst Eklund                 | Lisebergsteatern                 |
| 1952 | Doktor Macphail                                    | Regn (Rain) John Colton och Clemence Randolph                                               | Martha Lundholm              | Vasateatern                      |
| 1953 |                                                    | Man till salu (The Bottom of the Pile) Ernest Vajda och Clement Scott Gilbert               | Per-Axel Branner             | Lisebergsteatern                 |
| 1954 |                                                    | Oh, mein Papa (Das Feuerwerk) Erik Charell och Paul Burkhard                                | Hansjörg Boeger              | Södra Teatern                    |
| 1956 | Greve Léon d'Algout                                | Ninotchka Marc-Gilbert Sauvajon                                                             | Sven Lindberg                | Riksteatern                      |
| 1958 | Sir Robert Marlowe                                 | Silverbröllop (Silver Wedding) Michael Clayton Hutton                                       | Per Gerhard                  | Vasateatern                      |
| 1960 | Monsiör                                            | Gisslan (The Hostage) Brendan Behan                                                         | Per-Axel Branner             | Dramaten                         |
| 1961 | Kapten Keller                                      | Miraklet (The Miracle Worker) William Gibson                                                | Per Gerhard                  | Vasateatern                      |
| 1963 | Robin från Bagshot En uppassare                    | Tiggarens opera (The Beggar’s Opera) John Gay                                               | Per-Axel Branner             | Dramaten                         |

### Regi
| År   | Produktion               | Upphovsmän                                                         | Teater         |
| ---- | ------------------------ | ------------------------------------------------------------------ | -------------- |
| 1946 | Pat reagerar Junior Miss | Jerome Chodorov och Joseph Fields Översättning Stig Gillis Ahlberg | Blancheteatern |

## Radioteater

### Roller
| År   | Roll                       | Produktion                                           | Regi               |
| ---- | -------------------------- | ---------------------------------------------------- | ------------------ |
| 1941 | John Lundqvist, hovmästare | John Blundqvist Berco                                | Carl-Otto Sandgren |
| 1948 | Adhémar de Gratignan       | Vi skiljas Victorien Sardou                          | Rune Carlsten      |
| 1950 | Ingenjör Gunnar Kallander  | Hillmans detektivbyrå: Melodimysteriet Folke Mellvig | Lars Madsén        |